# Nervilia maliana
Nervilia maliana är en orkidéart som beskrevs av Rudolf Schlechter. Nervilia maliana ingår i släktet Nervilia och familjen orkidéer. Inga underarter finns listade i Catalogue of Life.